# Lada Kozlíková

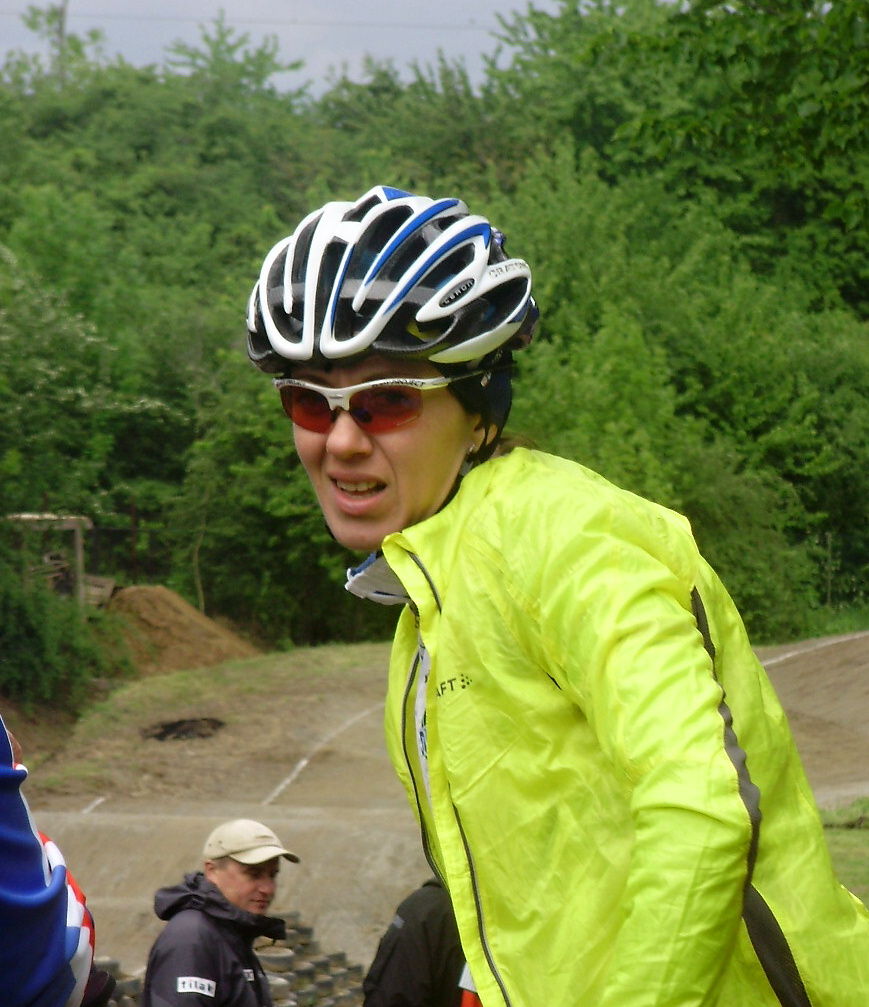
Lada Kozlíková (2009)

Lada Kozlíková (* 8. Oktober 1979 in Vyškov) ist eine ehemalige tschechische Radrennfahrerin.
Im Jahr 2000 wurde Lada Kozlíková Junioren-Europameisterin im Straßenrennen; im selben Jahr errang sie zwei nationale Titel, im Straßenrennen sowie im Einzelzeitfahren. Insgesamt wurde sie neunmal tschechische Meisterin in diesen beiden Disziplinen auf der Straße. 2000 gewann sie das Rennen Eko Tour Dookola Polski und 2001 den Ster van de Zeeuwse Eilanden.
International hatte Lada Kozlíková vor allem Erfolge auf der Bahn: 2001 wurde sie Europameisterin (Nachwuchs) in der Einerverfolgung sowie im Punktefahren. 2002, bei den Bahn-Weltmeisterschaften in Ballerup bei Kopenhagen, wurde sie Weltmeisterin im Scratch und Vize-Weltmeisterin im Punktefahren. 2006 errang sie in Athen den Europameisterschafts-Titel im Omnium, nachdem sie 2005 in Fiorenzuola schon den zweiten Platz bei einer EM in dieser Disziplin belegt hatte.
Dreimal – 2000, 2004 und 2008 – startete Lada Kozlíková bei Olympischen Spielen. Ihre beste Platzierung war der fünfte Platz beim Einzelzeitfahren auf der Straße 2004 in Athen.